# Culicoides dikhros
Culicoides dikhros är en tvåvingeart som beskrevs av Tokunaga 1962. Culicoides dikhros ingår i släktet Culicoides och familjen svidknott. Inga underarter finns listade i Catalogue of Life.